# 山东广播电视台齐鲁频道
山东广播电视台齐鲁频道，原称齐鲁电视台，简称齐鲁台，山东广播电视台旗下电视频道之一，是一个于1995年1月1日开播的综合电视频道。 类似的频道即湖南广播电视台的湖南经视，以及浙江广播电视集团的钱江频道。

## 历史
- 1986年8月25日，山东电视台第二套节目开播，每天上午在济南地区16频道播出，向全省则用分米波传送，以教育节目为主；1992年5月停播。
- 1993年5月1日，山东电视经济台开播，仍为山东电视台第二套节目；1994年启用三基色S台标加“SD-2”字样，同年12月停播。
- 1995年1月1日，山东电视台齐鲁频道开播，播出呼号“齐鲁电视台”。开播初期为方形Q字独立台标，2001年改为“SDTV齐鲁”字样台标，2004-2007年改回方形Q字独立台标；后统一使用山东电视台的台标，但在内部呼号依然使用“齐鲁电视台”呼号及其标志。
- 2012年，随着口号“公益齐鲁，公信天下”的取代，本频道取消使用“齐鲁电视台”呼号，正式统一使用“齐鲁频道”呼号，但保留了宣传片齐鲁电视台台标为二级标志。
- 2012年10月31日，齐鲁频道与山东商报、齐鲁网共同发起成立齐鲁公益联盟。[2]
- 2012年12月21日，山东广播电视台齐鲁频道揭晓频道吉祥物“齐齐”。山東工藝美術學院副教授兼齐齐主创设计师顾群业说，齐齐原型是“齊天大聖”孙悟空。[3]
- 2017年5月9日凌晨开始，齐鲁频道画面比例改为16:9（部分广告、新闻片及频道宣传片除外）。同日晚上，频道全面更换台徽及节目包装，《5点大不同》、《拉呱》、《小溪办事》、《每日新闻》亦更换新闻字幕。第二天开始（5月10日），频道台标横向压缩，使其适应16:9格式；并获得广电总局批准，于2017年底开始高标清同步播送。
- 2017年12月20日，齐鲁频道正式开始高标清同播，先是通过山东全省中国移动、中国联通、中国电信的宽带电视（山东广播电视台海看新媒体播控的IPTV）播送；随后获得广电总局批准，通过山东有线全省有线电视高清数字机顶盒以及与中国广播电视网络有限公司合作的光纤宽带电视“享TV”业务播送。

## 品牌栏目
- 5点大不同
- 拉呱
- 小溪办事
- 每日新闻
- 生活大调查
- 魅力新主播
- 食全食美
- 好运连连到
- 健康棒棒哒
- 嘻哈俱乐部

## 荣誉
- 在2007年7月20日“TV地标（2007）”全国地面电视频道调研成果发布会上，山东电视台齐鲁频道被评为“全国省级地面频道综合实力十强”。[4]
- 在2011年1月17日“中国传媒大会·2010年会”上，齐鲁频道获得两个奖项：[5][6]
  - 齐鲁台台长闫爱华获“金长城传媒奖·2001-2010中国传媒十年领军人物”；
  - 《独家》栏目获“金长城传媒奖·2010年中国最具创新广播电视节目”。
- 在2012年1月12日“中国传媒大会·2011年会”上，齐鲁频道获得三个奖项：[7]
  - 齐鲁频道获“金长城传媒奖·2011中国十大广播电视台/频道（省级）”；
  - 齐鲁台台长徐龙河获“金长城传媒奖·2011中国传媒年度贡献人物 ”；
  - 齐鲁台晚间新闻栏目《101》获“金长城传媒奖·2011中国十佳广播电视栏目”。

## 争议事件
- 2007年5月11日，齐鲁频道推出真人秀节目《交换主妇》，被部分媒体质疑为“龌龊的换妻游戏”。同年7月初，在制作了8期节目后，齐鲁台主动停播了该节目。[8][9]